# La Famille Jones
Pour plus de détails, voir Fiche technique et Distribution.
La Famille Jones ou La Famille Jone$ au Québec (The Joneses) est un film américain réalisé par Derrick Borte et sorti en 2009. Il s'agit de son premier long métrage.

## Synopsis
La famille Jones s'installe dans une banlieue chic dans une petite ville américaine, où ils apparaissent comme la famille idéale. Toujours bien apprêtés et arborant les produits high-tech dernier cri, les Jones ne semblent pas avoir de problème d'argent et suscitent l'admiration auprès de leurs voisins. Mais ceci cache-t-il une autre réalité ?

## Fiche technique
- Titre original : The Joneses
- Titre français : La Famille Jones
- Titre québécois : La Famille Jone$
- Réalisation : Derrick Borte
  - Assistante : Dana Wasdin
- Scénario :  Derrick Borte, d'après une histoire de Randy T. Dinzler
- Musique : Nick Urata
- Décors : Kristi Zea
  - Décorateur de plateau : Frank Galline
- Costumes : Renee Ehrlich Kalfus
- Photographie : Yaron Orbach
- Montage : Janice Hampton
- Direction artistique : Paul Kelly
- Production : Derrick Borte, Doug Mankoff, Andrew Spaulding et Kristi Zea
- Coproduction : Scott Floyd Lochmus et Jessica Stamen
- Production exécutive : Adam Betteridge, Tom Luse, Peter Principato, David Rogers, Sheetal Vinod Talwar et Paul Young
- Sociétés de production : Echo Lake Productions, The Joneses et Premiere Picture
- Sociétés de distribution : Roadside Attractions (États-Unis, Mondial) ; UGC PH (France, tous les médias)
- Pays de production :  États-Unis
- Langue : anglais
- Format : couleur - Format de projection
- Genre : Comédie dramatique
- Durée : 96 minutes
- Dates de sortie :  
  - Canada : 13 septembre 2009 (Toronto International Film Festival)
  - États-Unis : 9 avril 2010 (Festival WorldFest Houston) ; 10 avril 2010 (Dallas International Film Festival) ; 16 avril 2010 (sortie nationale)
  - France : 17 novembre 2010[1]

## Distribution
- David Duchovny (VF : Georges Caudron ; VQ : Daniel Picard) : Steve Jones
- Demi Moore (VF : Marie Vincent ; VQ : Élise Bertrand) : Kate Jones
- Amber Heard (VQ : Annie Girard) : Jenn Jones
- Ben Hollingsworth (VF : Emmanuel Garijo ; VQ : Nicholas Savard L'Herbier) : Mick Jones
- Gary Cole (VF : Hervé Bellon ; VQ : Jean-Luc Montminy) : Larry Symonds
- Glenne Headly (VF : Anne Deleuze ; VQ : Natalie Hamel-Roy) : Summer Symonds
- Lauren Hutton (VF : Évelyn Séléna ; VQ : Claudine Chatel) : KC
- Chris Williams (VF : Emmanuel Curtil ; VQ : Frédérik Zacharek) : Billy
- Christine Evangelista (VF : Florine Orphelin ; VQ : Catherine Brunet) : Naomi Madsen
- Robert Pralgo (VF : Arnaud Arbessier ; VQ : Patrick Chouinard) : Alex Bayner
- Tiffany Morgan (VF : Caroline Beaune) : Melanie Bayner
- Joe Narciso (VF : Xavier Fagnon ; VQ : Thiéry Dubé) : Henry
- Ric Reitz (VF : Xavier Fagnon) : Bob Jones
- L. Warren Young (VF : Gilles Morvan) : l'inspecteur Gardner
- Catherine Dyer (en) : Sylvia
- John Atwood (VF : Constantin Pappas) : Ken

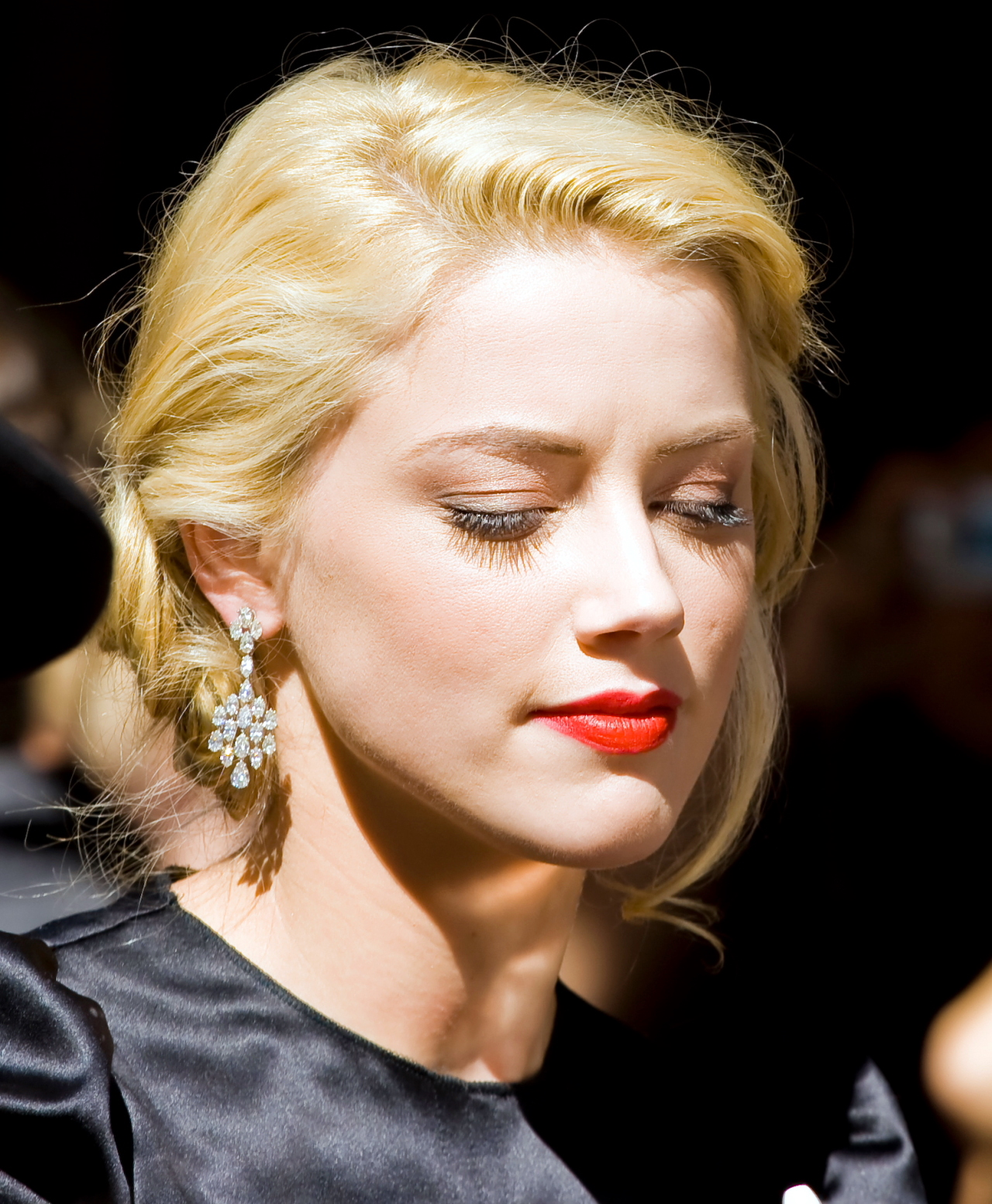
Amber Heard, pour la présentation du film au TIFF 2009.

- Linden Ashby : le golfeur no 3

 Source et légende : version française (VF) sur RS Doublage et selon le carton du doublage français sur le DVD zone 2.